# Provincia Tiaret
Provincia Tiaret (în arabă تيارت) este o unitate administrativă de gradul I (wilaya) a Algeriei. Reședința sa este orașul Tiaret.